# Clubiona bonicula
Clubiona bonicula är en spindelart som beskrevs av Ono 1994. Clubiona bonicula ingår i släktet Clubiona och familjen säckspindlar.
Artens utbredningsområde är Taiwan. Inga underarter finns listade i Catalogue of Life.